# کودک دردسرساز
کودک دردسرساز (به انگلیسی: Problem Child) فیلمی محصول سال ۱۹۹۰ و به کارگردانی دنیس داگن است. در این فیلم بازیگرانی همچون مایکل الیور، جان ریتر، مایکل ریچاردز، گیلبرت گوتفرید، جک واردن، فرد وارد، امی یاسبک، پیتر جوراسیک ایفای نقش کرده‌اند.